# Foldscope
Um Foldscope é um microscópio óptico simples, que se caracteriza principalmente por seu baixo custo (cerca de US$ 0,50) e excelente resolução. Foi conhecido pela primeira vez com base em sua estrutura como um origami ou microscópio de papel.
O Foldscope foi desenvolvido por uma equipe liderada por Manu Prakash, professor assistente de bioengenharia da Stanford School of Medicine. O projeto foi financiado por várias organizações, incluindo a Fundação Bill e Melinda Gates, que concedeu uma doação de US$ 100.000 para pesquisa em novembro de 2012.
Faz parte do movimento "ciência frugal" que visa disponibilizar ferramentas baratas e fáceis para uso científico no mundo em desenvolvimento. 

## Usos
Originalmente, o Foldscope foi projetado para diagnóstico médico. Após a primeira geração de Foldscopes simples, doze variantes de Foldscopes de diagnóstico médico estão em desenvolvimento, com cada tipo sendo projetado especificamente para auxiliar na identificação de um organismo causador de doenças em particular. Incluído em cada Foldscope, é fornecida uma imagem do micróbio específico a ser procurado em cada variante específica da doença.
Além do uso originalmente pretendido em pesquisa e para testes de diagnóstico médico, independente da infraestrutura, os Foldscopes também são usados na educação escolar. Devido aos baixos custos, é possível que os alunos recebam seus próprios foldscopes ou que os alunos comprem os próprios foldscopes. Isso lhes dá a oportunidade de usar o microscópio depois, mesmo fora da aula.
Na Alemanha, por exemplo, a Universidade Júnior de Wuppertal é uma das primeiras instituições a usar Foldscopes. Em fevereiro de 2020, ela ofereceu um curso no qual os participantes poderão montar seus próprios foldscopes e guardá-los e levá-los para casa após a conclusão do curso.
O objetivo deste projeto não é apenas fornecer microscópios para aqueles que de outra forma não teriam acesso a eles, mas também avançar no estudo geral da biomimética. Ao encorajar milhares de voluntários a enviar descobertas sobre os microrganismos que observam em seu ambiente local, Prakash espera encontrar mais organismos que possam fornecer pistas sobre como construir novas ferramentas que aproveitem as habilidades naturais desses organismos.

## Prêmios
- Em 2015, ele foi indicado ao prêmio The Index Project Award.[7]
- Em 2022, o Foldscope recebeu o Golden Goose Award, prêmio organizado pela Associação Americana para o Avanço da Ciência, para destacar ideias que começam inocentemente, mas se tornam invenções revolucionárias.[8]